# Хмелеватово
Хмелеватово — деревня Пучежского района Ивановской области России. Входит в состав Илья-Высоковского сельского поселения.

## География
Деревня расположена в 6,4 км от районного центра город Пучеж на берегу реки Волга - Горьковского водохранилища («Горьковского моря»).
Представляет собой комплекс жилых деревянных и кирпичных частных домовладений (20-30) с хозяйственными постройками и прилегающими к ним земельными участками.

## История
Раньше деревня относилась к Балахнинскому уезду Нижегородской губернии (1859—1863). Упоминается в книге Списки населенных мест Нижегородской губернии.
Жители деревни работали в сельхозартели (впоследствии колхоз им. Калинина; колхоз им. Ленина). Основным направлением деятельности сельхозартели являлось производство льна: льноволокна и льносемян. В деревне существовала конюшня (конезавод), здание конюшни частично разрушено.

## Население
| 2010 |
| ---- |
| 13   |

## Известные люди
- Жила и работала Герой Социалистического Труда Толкунова Лидия Ивановна, была награждена орденом Ленина и золотой медалью «Серп и Молот».[3]
- Родилась, жила и работала Герой Социалистического Труда Муторина Любовь Евгеньевна, была награждена орденом Ленина и медалями.[4]
- Жил и работал участник Великой Отечественной войны Пантюшин Павел Дмитриевич. Был награждён государственными наградами.
- Жил и работал участник Великой Отечественной войны Шамров Константин Дмитриевич. Был награждён государственными наградами.

## Инфраструктура
Вокруг деревни располагаются сельскохозяйственные угодья бывшего колхоза им. Ленина, а также земли крестьянского фермерского хозяйства с центром в деревне Попереково.

Жители деревни занимаются личным подсобным хозяйством, садоводством, огородничеством, пчеловодством, рыболовством.
Деревня электрифицирована. 

С 2012 года осуществляются работы по газификации деревни. 

Центральный водопровод отсутствует, но возможно бурение скважин.
В 2012 году Правительством Ивановской области принято решение о расширении границ деревни в сторону деревни Короваево с целью размещения объектов рекреационного и курортно-оздоровительного комплекса.

## Достопримечательности
- С высокого обрывистого берега (как на курортах) открывается прекрасный вид на Горьковское водохранилище, ширина которого в данном месте составляет 7-9 км, на очертания соседних берегов (Нижегородской области), на место впадения в водохранилище реки Ячменка — притока реки Волга.
- Родник с чистой ключевой водой.

- берег Волги
- берег Волги
- вид на Горьковское водохранилище

## Транспорт
Осуществляется регулярное автобусное сообщение с центром района — городом Пучеж (автобусы Пучеж — Большое Село). Перевозки производятся МУП «Трансремсервис». C автостанции г. Пучеж можно доехать до других населенных пунктов пригородного или междугороднего сообщения (Москва, Иваново, Кинешма, Нижний Новгород).